# Сетоуті (Каґосіма)

Сетоуті (яп. 瀬戸内町, せとうちちょう, сетоуті тьо) — містечко в Японії, у південній частині префектури Каґосіма, південній частині острова Амамі-Осіма з островів Рюкю.